# Weingut der Stadt Frankfurt am Main

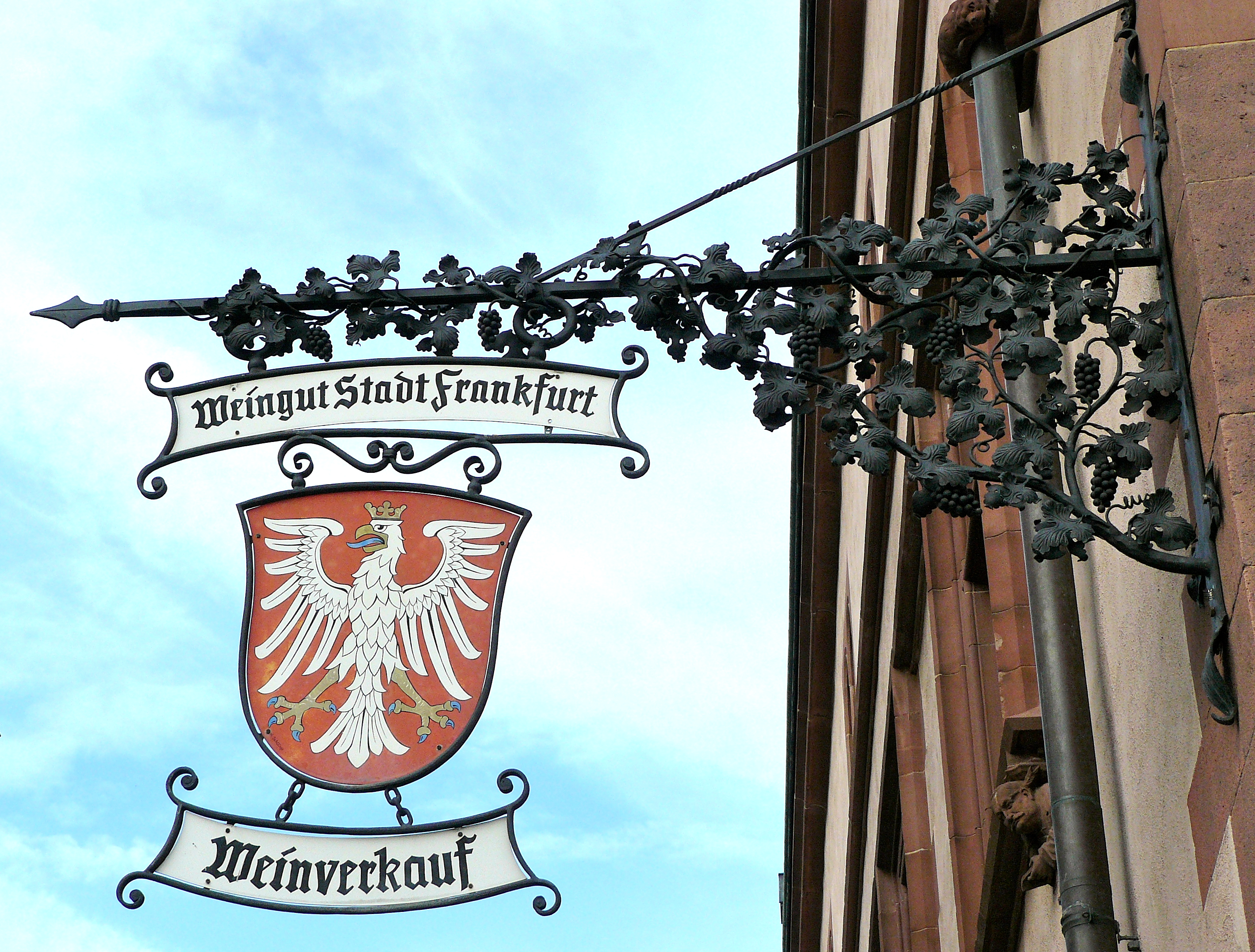
Weingut der Stadt Frankfurt am Main, Schild am Haus Alten Limpurg des Rathauses Römer

Das Weingut der Stadt Frankfurt am Main erstreckt sich über Anbauflächen im Weinbaugebiet Rheingau in Hochheim am Main und Frankfurt am Main. Bis ins Jahr 1994 bewirtschaftete die Stadt ihre Weinberge selbst, verpachtete den Betrieb in Hochheim dann jedoch an Armin Rupp, einen Winzer in der zehnten Generation aus Framersheim in Rheinhessen.

## Geschichte

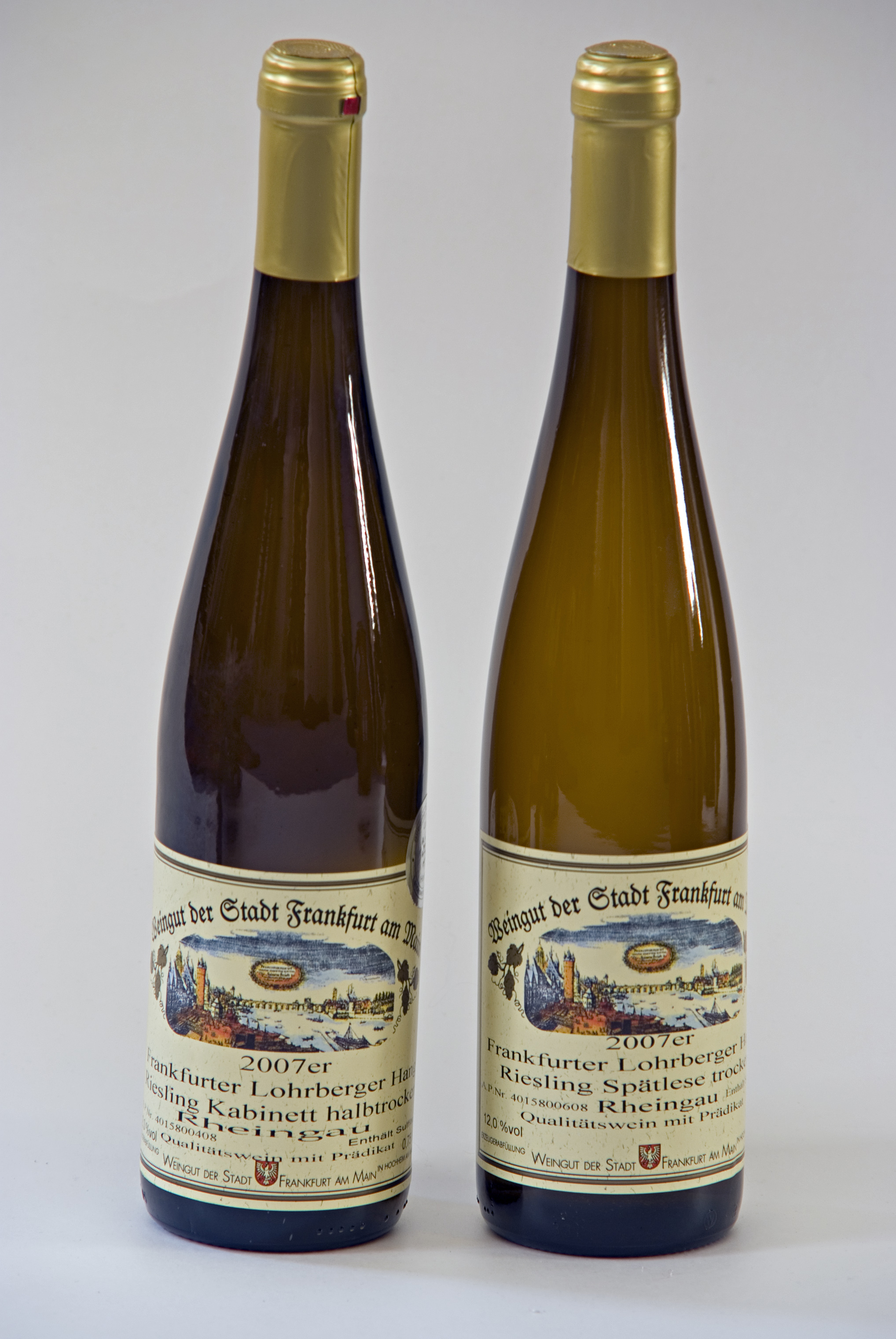
Frankfurter Lohrberger Hang, Riesling Kabinett halbtrocken und Riesling Spätlese trocken, beide Jahrgang 2007, aus dem Weingut der Stadt Frankfurt am Main

Das Weingut der Stadt Frankfurt am Main besteht seit dem Jahr 1803. Im Reichsdeputationshauptschluss vom 25. Februar 1803 hatten die Deputierten der damals Freien Reichsstadt, darunter Simon Moritz von Bethmann, durch geschickte Verhandlungen die Souveränität und Neutralität Frankfurts gesichert und erreicht, dass die Stadt die auf ihrem Territorium gelegenen Kollegiatstifte und Klöster samt ihren auswärtigen Gütern einziehen konnte. Im Gegenzug hatte sie auf ihre Rechte an den Reichsdörfern Soden und Sulzbach verzichten müssen. Mit dieser Säkularisation kamen auch die Weingüter nebst Wirtschaftsgebäuden des Karmeliterklosters sowie des Dominikanerklosters in den Besitz der Stadt.

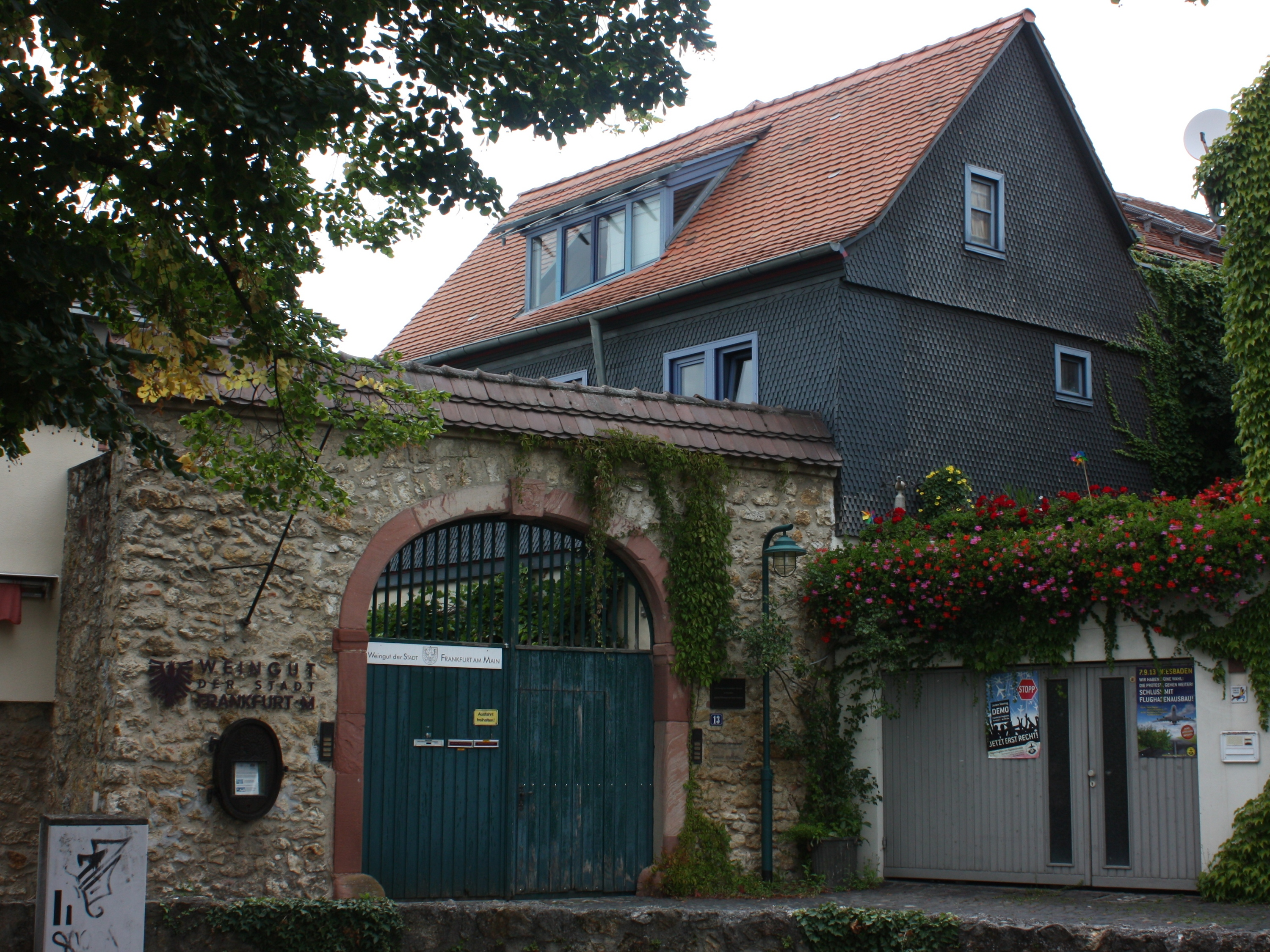
Gebäude des Weinguts in Hochheim am Main

Die neuen städtischen Weinlagen befanden sich in Hochheim am Main, in Flörsheim am Main sowie in Hörstein. Bis auf die Hochheimer Lagen, insgesamt etwa 2,5 Hektar, wurden sie wegen ihrer geringen Erträge bald verkauft. Die in Hochheim erzeugten Weine wurden bei offiziellen Anlässen und zur Bewirtung von Staatsgästen ausgeschenkt.
Nach der Annexion der Freien Stadt Frankfurt 1866 durch Preußen und der anschließenden Auseinandersetzung des staatlichen und kommunalen Vermögens im Frankfurter Rezeß durfte die Stadt ihre Weinberge behalten. Bis 1935 wurde das Weingut nach und nach auf rund 25 Hektar Fläche erweitert.
Anfang der 1990er Jahre erwirtschaftete das Weingut über Jahre hinweg erhebliche Defizite, die den städtischen Haushalt mit jährlich 1,8 Millionen DM belasteten. Da die Stadt ihr Weingut und den damit verbundenen Imagegewinn nicht völlig aufgeben wollte, verpachtete sie das Weingut samt der öffentlichen Verkaufsstelle im Rathaus für 30 Jahre an ein Familienunternehmen aus Framersheim bei Alzey.

## Weine

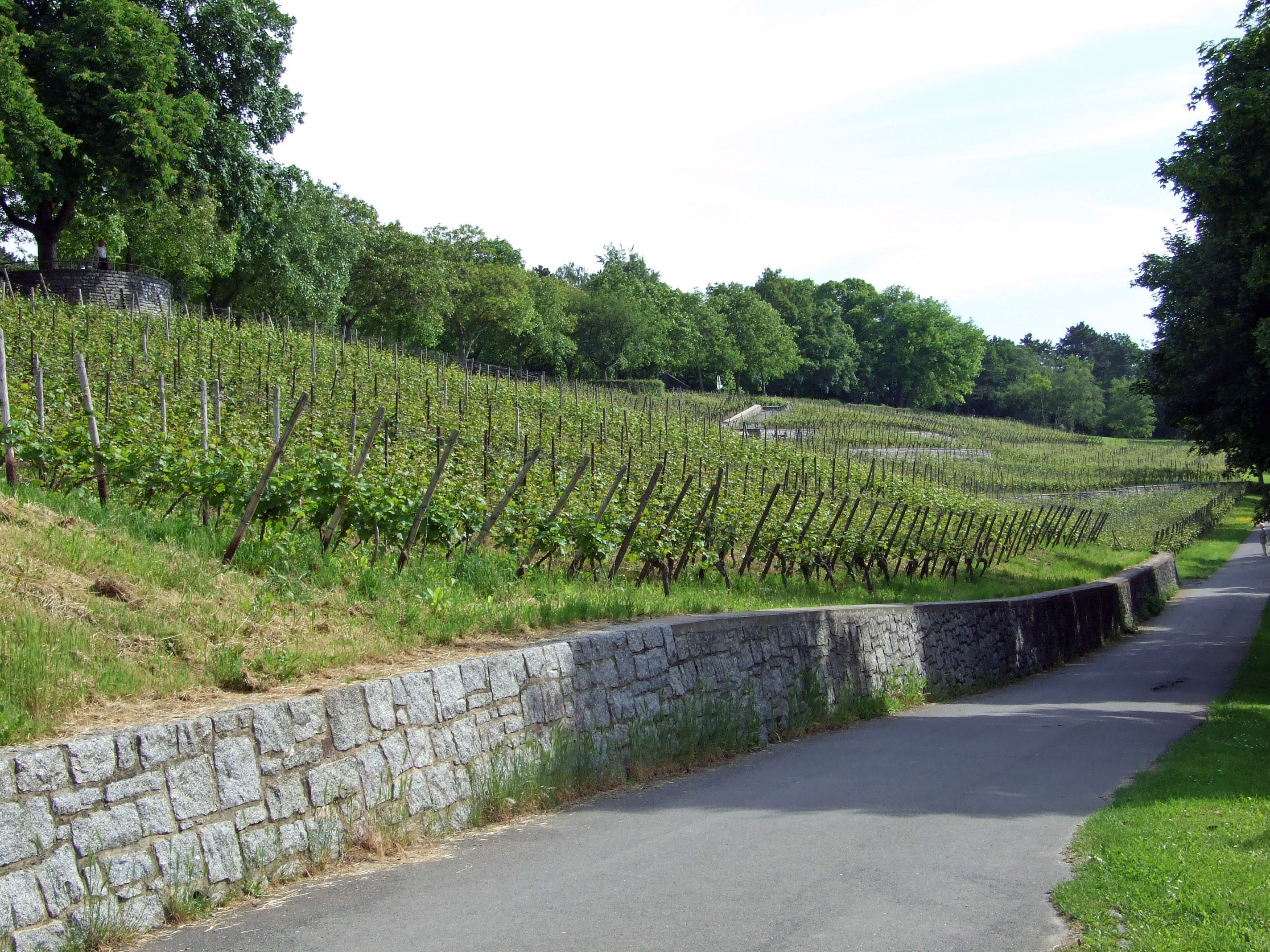
Der Frankfurter Weinberg Lohrberger Hang auf dem Lohrberg in Frankfurt-Seckbach

Insgesamt gehören heute 24 Hektar Flächen in den namhaften Hochheimer Lagen Domdechaney und Kirchenstück sowie in den Lagen Hofmeister, Reichestal, Stein und Stielweg zum Weingut. Dort wachsen neben Riesling auch Weiß- und Spätburgunder, Chardonnay, Sauvignon Blanc und Cabernet Sauvignon. Insgesamt werden rund 200.000 Flaschen pro Jahr abgefüllt. Größter Abnehmer des städtischen Weines ist die Stadt Frankfurt selbst.
Eine Besonderheit ist der 1,3 Hektar große Lohrberger Hang, die einzige Lage in der Gemarkung der Stadt Frankfurt. Der Lohrberg wurde am 1. Juli 1900 durch die Eingemeindung der nordöstlich gelegenen Landgemeinde Seckbach Teil des Stadtgebietes. 1924 legte Gartenbaudirektor Max Bromme den Weinberg als Teil des Lohrparks neu an. Er bildet seit 1971 die kleinste und östlichste Weinlage des Weinanbaugebietes Rheingau. Die Vermarktung des erzeugten Weines übernimmt die Stadt selbst. Ein möglicher Gewinn kommt dem städtischen Haushalt zugute. Als einziger echter, im Stadtgebiet gewachsener Frankfurter Wein wird er häufig bei festlichen Anlässen ausgeschenkt.
Anlässlich der Fußball-Weltmeisterschaft 2006 erzeugte das Weingut zwei Weißweine und einen Rotwein mit dem FIFA WM-Logo 2006, die als offizielle WM-Weine der FIFA WM-Stadt Frankfurt am Main vermarktet wurden.
Das gesamte Weinsortiment des städtischen Weingutes wird im Frankfurter Rathaus Römer angeboten. Ausschank und Verkaufsräume befinden sich im Haus Alt-Limpurg, dem Eckhaus zur Limpurgergasse. Auch auf dem Lohrberg im Gartenlokal Lohrbergschänke und im MainÄppelHaus sind die Weine erhältlich.